# شاة جوب (مقاطعة دهغلان)
شاة جوب (بالفارسية: شاه جوب) هي قرية تقع في قسم ايلان الجنوبي الريفي (مقاطعة دهغلان) في إيران. يقدر عدد سكانها بـ 304 نسمة بحسب إحصاء 2016.